# De l'esprit des lois
Ne doit pas être confondu avec L'Esprit d'Éloi.
De l'esprit des lois est un traité de théorie politique fruit de quatorze ans de travail de Montesquieu, publié à Genève en 1748. C'est une œuvre majeure, qui a fait sensation à l'époque (dont une mise à l'Index en 1751), encore étudiée de nos jours. L'œuvre reçoit des louanges mais également de vives critiques, auxquelles Montesquieu répondra par un autre ouvrage, Défense de l'Esprit des lois, publié en 1750.
L'ouvrage de Montesquieu est révolutionnaire à plusieurs titres. Il refuse de juger ce qui est par ce qui doit être, et choisit de traiter des faits politiques en dehors du cadre abstrait des théories volontaristes et jusnaturalistes. Il définit les lois, non comme des commandements à suivre mais comme « les rapports nécessaires qui dérivent de la nature des choses » ; cette définition s'applique également aux lois humaines, et dans leur cas la « nature des choses » est définie par des éléments culturels (traditions, religion, etc.) et d'autres naturels (climat, géographie, etc.). Ainsi, alors que la sociologie n'est pas encore définie à son époque, il se livre à une étude des mœurs politiques, qu'Émile Durkheim qualifiera, un siècle plus tard, d'étude sociologique.
Certains lisent dans De l'esprit des lois la promotion d'un système aristocratique très libéral, d'autres une mise en garde envers les monarques et les nobles quant au risque de despotisme (d'un seul ou de tous) s'ils ne partagent pas le pouvoir. Certains estiment que De l'esprit des lois a inspiré la rédaction de la Constitution française de 1791, notamment ses pages concernant la séparation des trois pouvoirs : législatif, exécutif et judiciaire, ainsi que la rédaction de la Constitution des États-Unis d'Amérique (principe des checks and balances). Des commentateurs modernes s'inscrivent en faux contre la réduction de Montesquieu à un théoricien de la séparation des pouvoirs, et même du libéralisme politique.

## Publication et réception
De l'esprit des lois paraît sans nom d'auteur à Genève, vers la fin octobre, début novembre 1748 (chez Barrillot & Fils, s.d. [1748], 2 tomes in-4° ([8], XXIV, 522 p.) ([4], XVI, 564 p.), grâce à l'aide financière de Mme de Tencin qui achète également nombre d'exemplaires pour les donner à ses amis. Cette dernière se chargera ensuite de la publication des Errata de cette première édition très fautive et amputée (500 exemplaires qui sont distribués gratuitement avec les volumes non encore vendus), de la réédition chez Barrillot en 1749, puis finalement, avec l'aide de Claude Gros de Boze, de celle de Paris la même année, chez Huart, revue et corrigée par l'auteur. Signe du succès de cet ouvrage, de nombreuses éditions pirates virent le jour la même année, dont une édition parisienne en janvier 1749 extrêmement fautive.
L'accueil bordelais lui est très favorable, comme en témoigne cette remarque de l’Académie de Bordeaux : « Mais la France et l'Europe sont plutôt éblouies d'abord qu'éclairées par cette lumière nouvelle; l'Académie de Bordeaux seule en peut soutenir l'éclat; et pour rendre hommage au grand homme, elle fait lire les trois premiers chapitres de l'Esprit des Lois dans sa séance publique du 25 août 1753, jour mémorable qui fera éternellement la gloire de l'Académie de Bordeaux, et dans lequel elle a devancé le jugement de la postérité, en couvrant de ses applaudissements le code de la raison et de l'humanité ».
À la parution de l'ouvrage, Montesquieu est l'objet des plus vives critiques de la part de conservateurs, tels que les jansénistes et d'ecclésiastiques, qui le considèrent spinosiste et donc non chrétien. Des louanges sont émises par les encyclopédistes comme D'Alembert, fils naturel de Mme de Tencin, qui lui écrira un éloge. Certains encyclopédistes lui reprochent toutefois une certaine forme de conservatisme (Montesquieu était favorable à l'aristocratie), une timidité à remettre en cause en pratique même ce qu'il condamne fermement en principe, par exemple et notamment : l'esclavage. On lui reproche aussi le déterminisme de sa théorie des climats, et plus généralement de sa méthode : en cherchant à expliquer les choses comme elles sont par des raisons profondes, alors il les rend nécessaires et inaltérables.
Dans le monde, l'ouvrage a eu un impact considérable. En Asie, il a été traduit dès les années 1870, au Japon, dans le cadre de l'introduction des théories sur la civilisation et de la création des études juridiques.

## Organisation de l'œuvre
L'œuvre compte 31 "livres", comptant chacun un nombre de chapitres variable mais pouvant atteindre une trentaine. Chaque chapitre est court, souvent une page unique, rarement plus de trois.
On peut la découper en quatre grandes parties :
- une théorie sur les types de gouvernements (livres I à VIII) ;
- la liberté politique (livres IX à XIII) ;
- une théorie des déterminants du système politique (livres XIV à XVIII), souvent appelée "théorie des climats" ;
- l'esprit général et ses conséquences sur divers aspects sociaux : économie, mœurs, monnaie, lois civiles, etc.

### Théorie des types de gouvernements
Au livre I Montesquieu introduit son propos. Au livre II, il pose sa définition des trois différents types de gouvernements : la république (elle-même avec deux variantes, selon que le pouvoir est détenu par le peuple entier : démocratie, ou par une fraction du peuple : aristocratie), la monarchie, et le despotisme.
Il développe ensuite son propos sur le même thème jusqu'au livre VIII, consacré à la corruption des principes de gouvernement, et, par suite, à la déchéance de l'État.
Chaque type est défini d'après ce que Montesquieu appelle le « principe » du gouvernement, c'est-à-dire le sentiment commun qui anime les hommes vivants sous ce régime. La république (qui se subdivise elle-même en république démocratique ou république aristocratique), fondée sur une organisation plus ou moins égalitaire, est animée par la vertu, passion de l'égalité. La monarchie, fondée de son côté sur l'inégalité assumée et la différenciation, est animée par la passion de l'honneur. Le despotisme, enfin, a pour principe la crainte, et de ce point de vue, c'est un régime d'égalité parfaite, même en cas de très forte inégalité sociale, car même le despote est dans la crainte.
Chaque principe est illustré a contrario par sa corruption décrite au livre VIII. La démocratie, notamment, a selon Montesquieu « deux excès à éviter : l’esprit d’inégalité, qui la mène à l’aristocratie, ou au gouvernement d’un seul ; & l’esprit d’égalité extrême, qui la conduit au despotisme d’un seul ».
Contrairement à ce qui apparaît de prime abord, la typologie des régimes politiques selon Montesquieu est, au fond, dualiste – le despotisme correspondant à la dégénérescence possible de tout régime. Nous sommes donc soit face à un gouvernement sain (qu'il soit démocratique, aristocratique ou monarchique) ; soit avons-nous affaire à un régime dégénéré, où règne l'oppression (le despotisme).

### Conception de la liberté politique
Les livres IX et X sont (brièvement) consacrés aux questions militaires, et font la transition avec la question de la liberté, mot qui apparait dans le titre des livres XI à XIII.
Au livre XI, il fait une analyse de ce qu'est la liberté et conclut sur la nécessaire séparation des pouvoirs législatif, exécutif et judiciaire.
Ainsi, il écrit au Chapitre IV : « C'est une expérience éternelle que tout homme qui a du pouvoir est porté à en abuser (…) Pour qu'on ne puisse abuser du pouvoir, il faut que, par la disposition des choses, le pouvoir arrête le pouvoir ».
Au sein du pouvoir législatif, Montesquieu théorise l'utilité d'avoir plusieurs assemblées (bicamérisme).
Le bicamérisme est selon lui, une condition essentielle à la théorie de l'équilibre des pouvoirs, c'est-à-dire lorsque « le pouvoir arrête le pouvoir ».

### Théorie des climats
Du livre XIV à XVIII, Montesquieu professe sa théorie sur les climats, qui seraient un facteur d'explication du comportement des peuples. Selon Montesquieu l'intelligence, la force et le courage sont déterminés par les conditions climatiques. Pour lui les personnes vivant dans des climats chauds sont plus enclines à la paresse, développent moins l'esprit d'entreprise et sont moins honnêtes que les populations des climats froids qui sont plus intelligentes, plus courageuses et plus entreprenantes.
Cette partie de l'œuvre a eu une postérité plus limitée, la théorie climatique héritée d'Hérodote étant passée de mode dans la seconde moitié du dix-neuvième siècle.

### Concept d'«esprit général»
À partir du livre XIX, il détaille ce qui peut influencer les lois : les mœurs, la religion, la recherche de la liberté, etc.

## Lectures de l'œuvre
Plusieurs commentateurs remettent en cause la lecture dominante de De l’esprit des lois, comme description et théorisation du libéralisme politique.
Pour Charles Eisenmann en 1933 et Louis Althusser en 1959, Montesquieu n'a jamais été un théoricien de la séparation des pouvoirs. Son dessein serait au fond de convaincre la noblesse qu'elle a à perdre d'un despote qui pourrait provoquer des soulèvements, et de convaincre les monarques qu'ils ont à perdre à ne pas s'appuyer sur la noblesse. La « modération » prônée par Montesquieu consisterait, dans cette optique, en le partage du pouvoir avec la noblesse.
Dans La solitude de Montesquieu : le chef-d'œuvre introuvable du libéralisme (2011), Jean Goldzink conteste la lecture dominante faite de Montesquieu, qui consiste à y voir un théoricien du libéralisme dans la lignée de John Locke et de sa pensée du droit naturel. Il rappelle que Montesquieu conteste l'idée de droits attachés à la personne humaine, qui préexisteraient et surpasseraient les lois particulières, et que tout le projet de De l'esprit des lois est de fonder une science politique concrète prenant acte de la diversité des situations, donc aux antipodes de l'universalisme abstrait qu'implique le jusnaturalisme.
Pour Guillaume Barrera, auteur de Les lois du monde : enquête sur le dessein politique de Montesquieu (2009), le traité de Montesquieu, loin d'être simplement descriptif, est à visée pratique. En révélant les combinaisons qui permettent ou entravent l'accès des communautés humaines organisées à la prospérité, De l'esprit des lois montrerait aux États comment « développer leur puissance ».

## Premières éditions
Inventaire établi par Louis Vian (l'orthographe est différente au XVIIIe siècle) :
- De l'Esprit des Loix, ou du rapport que les loix doivent avoir avec la constitution de chaque gouvernement, mœurs, climat, religion, commerce, etc. (sic) ; à quoi l'auteur a ajouté des recherches sur les lois romaines touchant les successions, sur les lois françaises et sur les lois féodales, s.d. [1748], Genève, Barrillot & Fils, 2 vol. in-4°.

- [Idem], s.d., A Genève [Paris], Chez Barillot, & Fils [Laurent Durand], 4 to., 2 vol. in-4°, 522 p. et 564 p.

- 1749. Leyde [Lyon ?], Chez les libraires associés, 2 t. en 1 vol. in-4°.

- 1749. Londres, 2 vol. in-4°.

- Nouvelle édition, revue et corrigée, avec des changements considérables donnés par l'auteur. 1749. Genève, Barrillot et fils, 3 vol. in-8.

- S. d. Genève [Paris], Barillot et fils [Huart], 3 vol. in-12.

- S. d. Genève, Barrillot et fils, 3 vol. in-12.

- Nouvelle édition, corrigée par l'auteur et augmentée d'une table des matières et d'une carte géographique pour servir à l'intelligence des articles qui concernent le commerce. 1749. Genève, Barrillot, 2 vol. in-4°.

- 1749. Amsterdam, Chatelain, 4 vol. in-12.

### Hommages

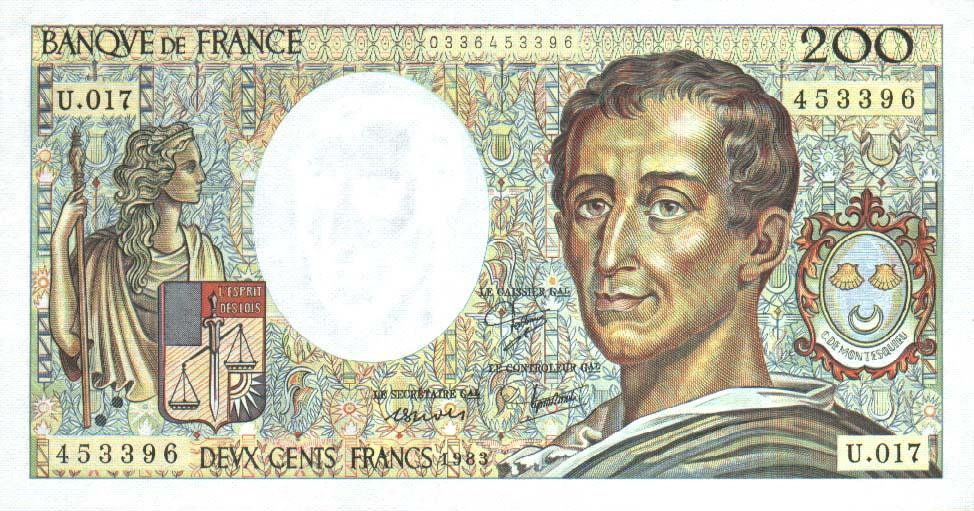
Montesquieu et L'Esprit des lois.

Un exemplaire -imaginaire- de l'ouvrage de Montesquieu, De l'esprit des lois, figure aux cotés de La Henriade de Voltaire, et d'un tome de l'Encyclopédie en décor du portrait en pied de la marquise de Pompadour réalisé par Quentin Latour en 1755.
En hommage, une rue du centre historique de Bordeaux s'appelle « rue Esprit-des-Lois ».
Le recto du billet de banque 200 francs Montesquieu de 1982 montre une figure allégorique tenant un blason mentionnant De l'esprit des lois.